# Asanga

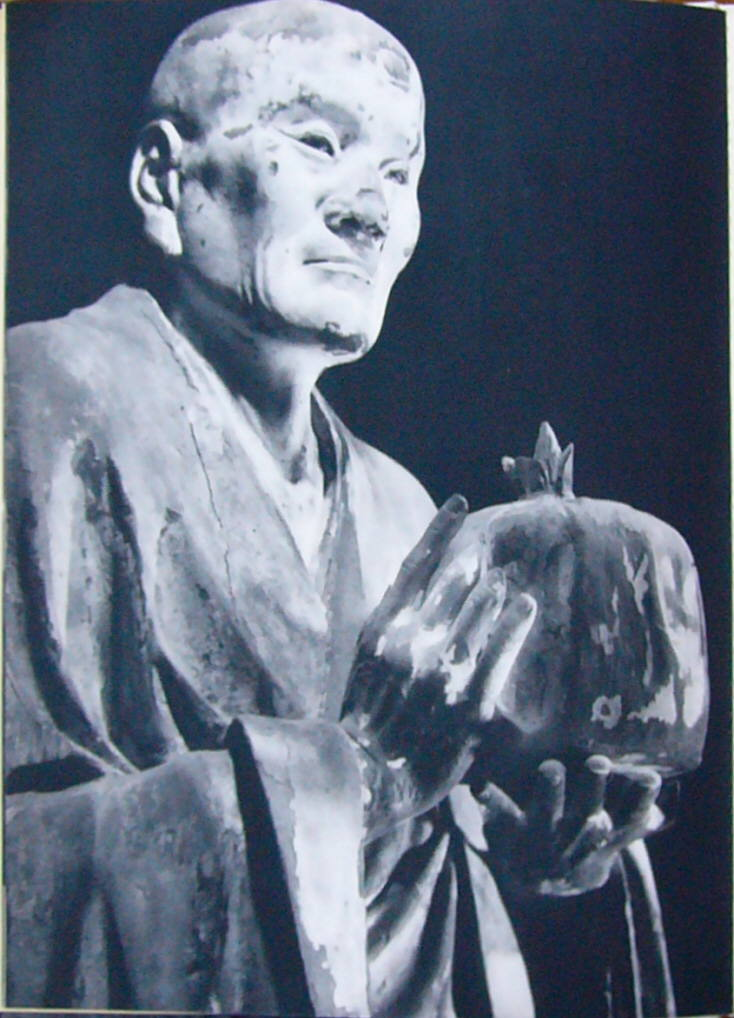
Japansk trästaty av Asaṅga från 1208

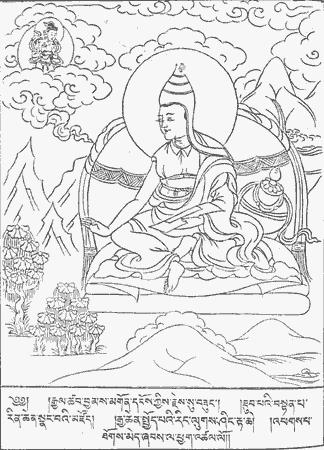
Tibetansk avbildning av Asanga och Maitreya

Asanga var tillsammans med sin bror Vasubandhu grundare till den mahayana-filosofiska inriktningen yogacara. Likt sin bror skrev han också många abhidharmaverk.

## Tidigt liv
Asanga föddes som son till en far från kshatriya-kastet och en mor från brahmin-kasten. i Purusapura, dagens Peshawar i Pakistan, som då var en del av Gandhara. Nylig forskning har placerat hans livstid omkring 300-talet e.Kr. Han var troligen en följare av någon tidig buddhistisk inriktning till en början, men konverterade sedan till mahayana.
I berättelserna om hans resor genom Indien, skriver Xuanzang att Asanga från början var en Mahisaksaka-munk, men att han senare lutade alltmer mot mahayana. Asanga hade en halvbror, Vasubandhu, som var en munk från Sarvastivadatraditionen. Vasubandhu sägs ha börjat följa mahayana efter att ha mött Asanga och en av Asangas lärjungar efter Asangas konvertering till mahayana.

## Meditation och lära
Asanga mediterade i många år. Traditionen säger att han under tiden besökte Tusita, för att motta lärdomar från Maitreya. Himlar såsom Tusia sägs vara tillgängliga genom meditation, vilket intygas av den indiske munken Paramartha, som levde under 500-talet. Xuanzang berättar i sina skrifter om en liknande händelse.
Asanga skrev många av de grundläggande yogacara-skrifterna, såsom Yogācārabhūmi-śāstra och MahāyānasaṃgrahaHan skrev också Abhidharma-samuccaya, och många andra verk.
Det finns dock skillnader mellan de kinesiska och de tibetanska översättningarna av hans verk gällande om verken tillskrivs honom eller Maitreya.